# Centralafrikansk tid
|  | CVT          | Kapverdisk tid                                                 | UTC−1 |
|  | GMT          | Greenwichtid                                                   | UTC±0 |
|  | WAT          | Västafrikansk tid                                              | UTC+1 |
|  | CAT EGY SAST | Centralafrikansk tid Egyptisk normaltid Sydafrikansk normaltid | UTC+2 |
|  | EAT          | Östafrikansk tid                                               | UTC+3 |
|  | MUT SCT      | Mauritisk tid Seychellisk tid                                  | UTC+4 |

Centralafrikansk tid, eller CAT (Central Africa Time) är en tidszon som används i centrala och södra Afrika. Zonen är två timmar före UTC (Coordinated Universal Time) (UTC+02), vilket gör att den sammanfaller med sydafrikansk standardtid och östeuropeisk tid
Eftersom tidszonen huvudsakligen ligger nära ekvatorn förändras inte dagslängden nämnvärt över året, så sommartid används inte.
Centralafrikansk tid används i följande länder:
- Burundi
- Botswana
- Egypten (som Östeuropeisk tid)
- Kongo-Kinshasa (endast den östra delen)
- Libyen
- Malawi
- Moçambique
- Namibia
- Rwanda
- Zambia
- Zimbabwe

Sydafrikansk standardtid används i följande länder istället för Centralafrikansk tid:
- Lesotho
- Sydafrika
- Swaziland